# Syneos
Syneos è una holding della grande distribuzione organizzata operante in cinque regioni d'Italia: Sicilia, Calabria, Basilicata, Puglia e Sardegna.

## Holding
Syneos è l'impresa che controlla le aziende Sama (specializzata nella distribuzione di alimentari surgelati e freschi), Sds (impresa operante nel settore dei trasporti e della logistica del Freddo) ed Ergon. A quest'ultima fanno capo le insegne Despar, Interspar, Eurospar, Altasfera e ARD Discount. Syneos opera con una rete di circa 400 punti vendita sparsi sul territorio nazionale, è socia di Despar Italia ed ha in concessione esclusiva i marchi Despar, Eurospar e Interspar per la Sicilia (Città metropolitana di Messina esclusa). L'azienda è proprietaria dei punti vendita ARD Discount (alcuni nati grazie ad una joint venture con la società pugliese Maiora) che hanno come testimonial storico l'attore siciliano Nino Frassica. Il gruppo è inoltre comproprietario dell'insegna Altasfera e concessionario dei punti vendita Maxisconto.

## Storia del gruppo
La Ergon (nata nel 2002) diventa una società per azioni nel 2022 grazie alla fusione di cinque imprese. Nel 2010 viene creata la holding Syneos, azienda capogruppo a responsabilità limitata.

## Ubicazione delle insegne
- "Despar" (negozi di alimentari o piccoli supermercati di quartiere)
- "Altasfera" (insegna Cash and carry diretta soprattutto agli operatori del settore Horeca)
- "ARD Discount" (supermercati operanti nel canale discount)
- "Eurospar" (supermercati e superstore con superficie fra gli 800 e i 2.500 m²)
- "Interspar" (ipermercati con superficie superiore ai 2.500 m², ubicati solitamente nelle periferie delle città, nei centri commerciali e fuori dai centri urbani).
- "Maxisconto" (presente in caso di sovrapposizione territoriale con altri esercizi Spar).